# Кутюр, Тома
Тома́ Кутю́р (фр. Thomas Couture; 21 декабря 1815[…], Санлис — 29 марта 1879[…], Вилье-ле-Бель) — французский живописец, сторонник академизма, заметная фигура среди парижских художников времён конца Июльской монархии, Второй республики и Второй империи, педагог, автор мемуаров. Наиболее известен как автор исторических полотен, аллегорических и жанровых картин. Учился у Антуана-Жана Гро и Поля Делароша. Прославился картиной «Римляне времён упадка», которую писал три года и выставил в парижском Салоне в 1847 году. После этого успеха открыл собственную мастерскую в Париже, где занималось несколько десятков учеников, в том числе из других стран. Со временем интерес к его творчеству утрачивается. В 1863 году вынужден был закрыть свою мастерскую, а в 1869 году переехал в Вилье-ле-Бель, где и умер в 1879 году.

## Биография
Тома Кутюр родился в Санлисе в 1815 году в семье сапожника. С ранних лет проявил художественные способности. Общее образование получил плохое (неоднократно сам себя называл необразованным), что не мешало ему успешно заниматься живописью. Позже Кутюр любил вспоминать, что в десять лет не умел читать, так как буквы для него представляли интерес только в качестве рисунков. В то время он учился в церковной школе и ему часто доставалось за ошибки в правописании, но при этом он сумел получить награду за хороший почерк. В связи с этим один из его учителей заявил: «Этот осёл от природы не научится читать свои писания и через многие годы».
Когда Тома было 11 лет, его семья переехала в Париж, где он учился в Национальной высшей школе искусств и ремёсел, а затем в Школе изящных искусств. Был учеником Антуана-Жана Гро и Поля Делароша, от которого ушёл со скандалом. В 1837 году получил Римскую премию. В следующем году был впервые представлен в парижском Салоне с полотном, на котором было представлено изображение венецианки после ночной оргии.
В 1840 году начал выставлять исторические и жанровые картины в парижском Салоне. В начале 1840-х годов пользовался большой популярностью благодаря своей элегантной манере письма, характерной черте классической французской школы, с которой связаны утончённое чувство цвета и полёт творческой фантазии. Благодаря этому Кутюра называли «французским Веронезе», а некоторые современники даже ставили его выше венецианского художника. В 1847 году выставил в Салоне своё самое известное полотно «Римляне времён упадка», над которым работал три года. «Чтобы достичь мастерства, мне приходилось начинать эту картину не двадцать, а сотни раз», — говорил он. Там её ожидал шумный успех и признание. Теофиль Готье писал, что она представляет собой «самое замечательное произведение» на выставке. Многие посчитали символичным, что в зале на период конкурса она заняла обычное место «Брака в Кане Галилейской» Веронезе; звучали и превосходные оценки в пользу полотна французского художника, а не итальянского классика. Картина Кутюра была удостоена золотой медали первой степени, была выкуплена государством за 12 000 франков, а её автор награждён орденом Почётного легиона. С 1848 года она была выставлена в собрании Люксембургского музея, а позже передана в коллекцию Музея Орсе.
На волне такого успеха сам Кутюр высоко оценивал своё искусство. «Я считаю себя единственным по-настоящему серьёзным художником нашей эпохи», — любил говорить он. Джон Ревалд в своей «Истории импрессионизма» привёл один из вариантов такого его суждения, о том что он: «весьма уверен в том, что он величайший из живущих художников, а все остальные просто пачкуны». Вскоре после этого триумфа Кутюр открыл независимое ателье в доме на парижских улицах Лаваль и Пигаль. В том время оно соперничало со Школой изящных искусств в обучении живописи. Там занималось несколько десятков учеников не только из Франции, но и из других стран (США, Германия). В отношении наставничества его кредо было: «Я не претендую на то, чтобы создавать гениев, но хотел бы воспитать живописцев, знающих своё дело». Несмотря на академические идеалы и соответствующую манеру преподавания, Кутюр требовал от учеников добиваться индивидуальности, не копировать его стиль. Более шести лет, с января 1850 года, он был учителем Эдуарда Мане. Однако в результате конфликта последнего с Кутюром (и академизмом в целом) Мане бросил учителя и стал одним из основоположников нового течения — импрессионизма. У них неоднократно возникали разногласия по самым разным поводам. В пылу одной из ссор Эдуар собрал вещи и бросил занятия, но вернулся обратно по настоянию отца. Крупный конфликт произошёл в 1855 году в связи с новой работой молодого художника. «Мой друг, — сказал он, — если вы претендуете на то, чтобы возглавить художественную школу, то создавайте её где-нибудь в другом месте». Окончательный разрыв, после которого они больше никогда не встречались, произошёл по поводу известного полотна Мане «Любитель абсента» (1858—1859, Новая глиптотека Карлсберга). Автор пригласил учителя к себе в дом, где Кутюр заявил, что возмущён «пьяницей» и «гнусностью», созданной художником. Среди других учеников Кутюра, в течение большего или меньшего времени, были Пюви де Шеванн, американец Эдвард Харрисон Мэй Младший, немцы Рудольф Фридрих Геннеберг, Отто Книлле и Вильгельм Карл Генц, Гюстав Колен. Джон ла Фарж, непродолжительное время посещавший мастерскую Кутюра, замечал впоследствии, что более всего его отталкивали от учителя выпады в отношении «более крупных художников», таких как Эжен Делакруа и Жан-Франсуа Милле. В то же время Делакруа оставил о нём более взвешенную оценку: «Он никогда не сумеет приобрести того, чего ему не хватает, но зато он вполне владеет тем, что знает».
Со временем интерес к творчеству Кутюра стал остывать. После прихода к власти Луи-Наполеона был отменён заказ на картину «Запись добровольцев в 1792 году» (1848—1852) для зала Национального собрания, с которой он связывал большие надежды на признание. В 1855 году на Всемирной выставке Кутюр выставил картину «Сокольничий», где она не сумела получить высшую награду, что было расценено им как крупная неудача. В результате он отказывается от медали первой степени, присуждённой ему за эту картину и за «Римлян времён упадка». Некоторое время художник надеялся на выполнение заказов от двора Наполеона III, но они были отменены. В 1863 году он вынужден был закрыть свою мастерскую, в том числе из-за того, что многие его ученики за год до этого перешли под покровительство Гюстава Курбе. В 1867 году опубликовал в Париже книгу «Методы и беседы в мастерской» (Méthodes et entretiens d’atelier). В 1869 году переезжает в Вилье-ле-Бель, где, по словам критика Альбера Вольфа, будет жить «в уединении, которое благодаря полному безразличию современников превратило его в заживо погребённого». Однако несмотря на забвение на родине, его работы пользовались спросом в США, что позволяло ему не окончательно «сойти со сцены». В январе 1870 года он писал по этому поводу: «Я усердно тружусь, Любители наезжают сюда, как в Париж, и я, почитающий одно только искусство, богатею с их помощью, как колониальный торговец». В конце жизни Кутюр работал со своим внуком над автобиографической книгой «Тома Кутюр, его жизнь, творчество, характер, идеи, метод» (Thomas Couture, sa vie, son oeuvre, son caractère, ses idées, sa méthode). Умер 29 или 30 марта 1879 года в Вилье-ле-Бель, после чего был похоронен на парижском кладбище Пер-Лашез.

## Творчество
Наиболее известен как автор исторических, аллегорических и жанровых картин. Широкую известность получила картина Кутюра «Римляне времён упадка» (1847, Париж, Музей Орсе), на примере которой можно видеть, какую эволюцию претерпел классицизм от эпохи Давида, когда герои античности служили идеалом нравственности и гражданственности, до изображения Рима, погрязшего в удовольствиях и роскоши. Античность обретала черты занимательности. Кутюр работал также над монументальными росписями. Писал портреты (Жюль Мишле, ок. 1843, Париж, музей Карнавале; Альфред Брийа, 1850, Монпелье, Музей Фабра). Наиболее интересны его небольшие этюды («Сумасшедший», Руан, Музей изящных искусств и керамики). Здесь, в отличие от больших полотен, выполненных в сухой академической манере, он более живописен и искренен. Одна из лучших картин Кутюра, «Маленькая купальщица», находится в Государственном Эрмитаже.
- Барабанщик
- Ужин после маскарада
- Маленькая купальщица
- Грёзы наяву